# Adolf II z Nassau
Adolf II z Nassau (zm. 6 września 1475 r.) – arcybiskup Moguncji i książę-elektor Rzeszy od 1461 r.

## Życiorys
Adolf był synem Adolfa, hrabiego Nassau-Wiesbaden i Małgorzaty badeńskiej. Jako młodszy syn przeznaczony został do kariery duchownej, został kanonikiem w Moguncji. Po formalnym usunięciu przez papieża arcybiskupa Moguncji Teodoryka z Isenburga, Adolf w 1459 r., choć uzyskał mniejszość głosów kapituły, został mianowany nowym arcybiskupem. O arcybiskupie księstwo musiał jednak toczyć ciężkie walki przeciwko Teodorykowi, wspieranemu przez palatyna reńskiego Fryderyka, landgrafa Górnej Hesji Henryka III, hrabiów Katzenelnbogen, jak i samą Moguncję. Adolf uzyskał wsparcie hrabiego Wirtembergii Ulryka V i landgrafa Dolnej Hesji Ludwika. W 1462 r. zdobył Moguncję. Ostatecznie doszło do układu, na mocy którego Adolf zapewniał sobie panowanie w księstwie, musiał jednak zrzec się części jego posiadłości na rzecz Palatynatu i Hesji, a także przyznać Teodorykowi część księstwa w dożywocie. 
Adolf przyjął na swoją służbę Johannesa Gutenberga, a także prowadził starania w celu otwarcia uniwersytetu w Moguncji (otwartego jednak wkrótce po jego śmierci). Jako swojego sukcesora na stanowisku arcybiskupim rekomendował wcześniejszego swojego przeciwnika, Teodoryka z Isenburga.
Pochowano go w klasztorze Eberbach.